# 佐々木累
佐々木 累（ささき るい）は、江戸時代前期（17世紀）に実在した日本の剣術家。「異装の女性剣術家」として知られる。

## 人物・来歴
生年月日不明、17世紀に下総国古河藩（現在の茨城県古河市）に生まれる。父は同藩主土井利勝に仕える剣術家・佐々木武太夫であり、この父に武道一般をすべて伝授される。累に男兄弟がないため、婿をとろうとしたがうまくゆかぬまま、武太夫は病死、佐々木家の家名は父の代で断絶する。
累は浪人となり、江戸市中に出て、武蔵国豊島郡浅草聖天町（現在の東京都台東区浅草）に家を借り、そこで武芸指南を始める。累の武道教授は評判になるとともに、その外出時の服装が、黒縮緬の羽織に佐々木氏の「四つ目結」の紋付、屋敷風の笄分けの髪型、大小を二刀差しにしていたので、それが「異装・異風」であるとして、評判にもなった。当時、江戸市中に横行していた「旗本奴」による無頼行為が累に及んだことがあり、「白柄組」や水野成之の「大小神祇組」と渡り合ったという話が残っている。（白柄組と大小神祇組は同一組織という説もある）
石谷左近将監（石谷貞清）が北町奉行を務めていたころ（1650年 - 1659年）、累は石谷に呼び出され、武家の娘であれば違法ではないが「異装・異風」はいかがなものかと問われ、その目的は土井利勝の家臣であった父の意志を継ぎ、武勇の士を夫に持ちたいためであって、旗本奴・町奴のように狼藉を企てているわけではないと堂々と申し述べ、認められた。この件は、南町奉行・神尾備前守（神尾元勝、1640年 - 1661年在任）にも伝わり、さらには当時大老であった土井利勝の耳にも届いた、とされる。利勝は1644年8月12日（寛永21年7月10日）に死去しており、伝承する北町奉行の名が異なる時期の話か、いずれにしても利勝が動き、家臣の小杉重左衛門の次男、小杉九十九を婿に迎え、佐々木家は再興した。
没年月日・没地ともに不詳である。

## 関連作品
- 池波正太郎が1969年（昭和44年）に上梓した短篇小説集『剣客群像』（桃源社）にある『妙音記』には、主人公として、女剣士の佐々木留伊、『剣客商売』には、男装の女武芸者・佐々木三冬が登場する。
- TAGROによる時代劇漫画『別式』（講談社）では名前の読みが同じ「佐々木類」が主人公を務める。